# Godefroy de La Tour d'Auvergne
Pour les autres membres de la famille, voir Maison de La Tour d'Auvergne.
Godefroy-Charles-Henri de La Tour d'Auvergne est un aristocrate français, pair de France (1771), né le 27 janvier 1728 à Paris et mort le 3 décembre 1792 au château de Navarre près d’Évreux.

## Biographie
Godefroy est le fils de Charles-Godefroy de La Tour d'Auvergne (1706-1771), duc de Bouillon, et de Marie-Charlotte Sobieska (1697-1740).
Il est pourvu de la charge de colonel général de la cavalerie le 7 juillet 1740 (exercice conservé au comte d'Évreux), brigadier le 20 mars 1747, maréchal de camp le 10 mai 1747.
Il décède le 3 décembre 1792 au château de Navarre à Évreux.

## Titres
Il fut prince de Turenne puis duc de Bouillon (à partir d'oct. 1771), duc d'Albret, duc de Château-Thierry, comte d'Évreux et grand chambellan de France (de 1747 à 1775). Comme tel, c'est lui qui, à la mort de Louis XV, le 10 mai 1774, annonça, depuis le balcon de la cour de Marbre à Versailles, le rituel « Le roi est mort ! Vive le roi ! ».

## Union et descendance
Godefroy épouse successivement :
- Louise-Henriette de Lorraine (1718-1788) le 27 novembre 1743, dont il a quatre enfants :
  - Jacques-Léopold (1746-1802), qui épouse la fille de Constantin de Hesse-Rheinfels-Rotenburg ;
  - Charles (1749-1767) ;
  - Louis-Henri (1753-1753) ;
  - une fille mort-née (1756).
- Marie-Françoise-Henriette de Banastre (1775-1816) le 23 mai 1789 à Évreux.

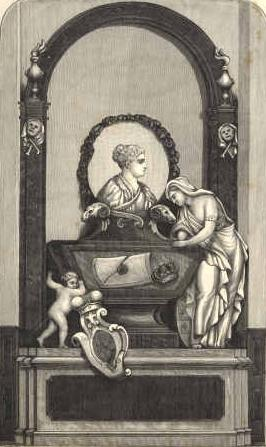
Tombe de sa mère, Marie-Charlotte Sobieska, à l'église Saint-Casimir de Varsovie.
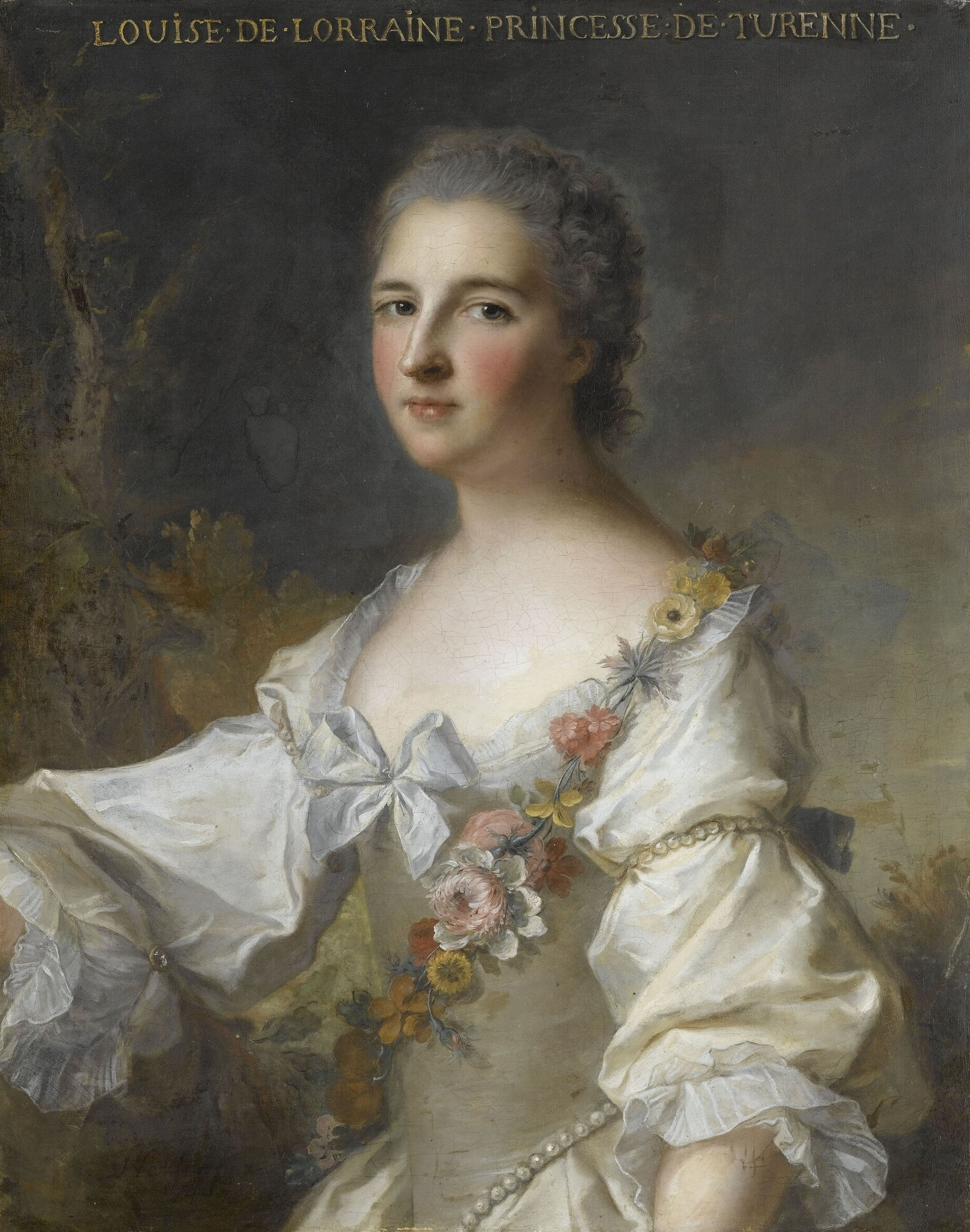
Louise de Lorraine, princesse de Turenne par Jean-Marc Nattier (1746), château de Versailles.
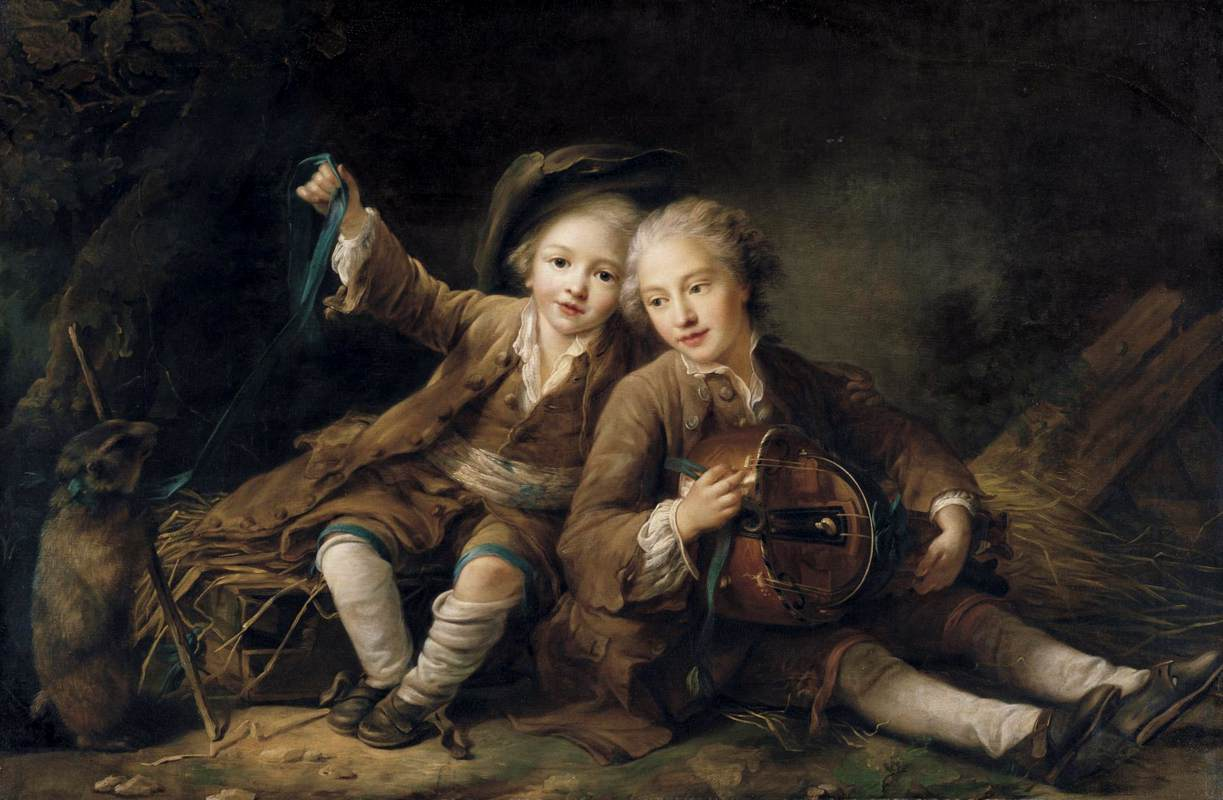
Les Enfants du duc de Bouillon en montagnards par François-Hubert Drouais (1756), collection privée.
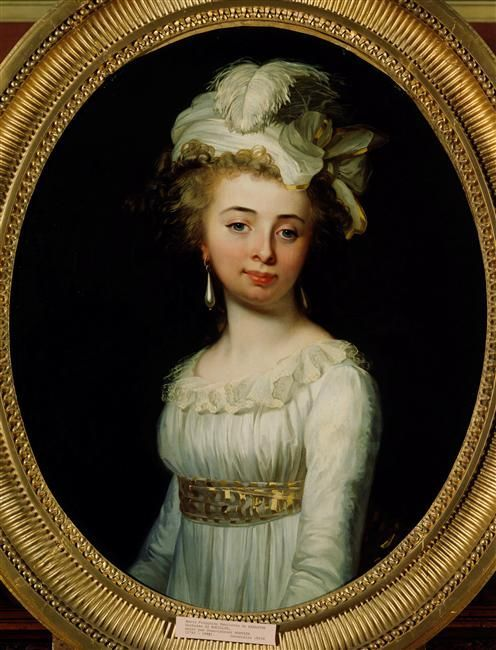
Marie-Françoise Henriette de Banastre par Jean-Laurent Mosnier (1789).